# La Plus Belle des vies
Pour plus de détails, voir Fiche technique et Distribution.
La Plus Belle des vies est un film français réalisé en 1954 par Claude Vermorel, sorti en 1956.
Elle fait partie des premiers films tournés en république de Guinée avec une participation de Nabi Youla

## Synopsis
Un instituteur, Jean, et son épouse Anne-Marie, s'installent en Guinée avec leur enfant : Jean doit y ouvrir une école dans la brousse. Le décès accidentel de l'enfant provoque la séparation du couple. Anne-Marie rencontre Yves alors qu'elle séjourne dans un hôpital où elle est soignée. Tentée de quitter définitivement Jean et de partir avec Yves, elle renoncera à ce projet sous la pression de la population sensible à l'attachement de Jean à la mission qui lui a été confiée.

## Fiche technique
- Titre : La Plus Belle des vies
- Réalisation : Claude Vermorel
- Scénario et dialogues : Claude Vermorel
- Photographie : Walter Wottitz
- Son : Roger Cosson
- Décors : Jean Douarinou
- Montage : Suzanne Cabon
- Musique : Pierre Spiers
- Production : Compagnie Cinématographique Africaine
- Pays d'origine :  France
- Durée : 115 minutes
- Date de sortie : 16 novembre 1956
- Affiche : Jacques Bonneaud (France)

## Distribution
- Jean-Pierre Kérien : Jean
- Claire Mafféi : Anne-Marie
- Roger Pigaut : Yves
- Lucien Raimbourg